# 지미 데스트리
지미 데스트리(영어: Jimmy Destri, 1954년 4월 13일 ~ )은 미국의 음악가이다.